# فوجیوارا نو کیشی (۱۳۱۸–۱۲۵۲ میلادی)
فوجیوارا نو کیشی (به ژاپنی: 藤原（西園寺）嬉子 Fujiwara no Kishi)؛ ۱۲۵۲ – ۲۶ مهٔ ۱۳۱۸) کوگو همسر امپراتور کامه‌یاما  اهل ژاپن بود.